# Mayflower Hotel

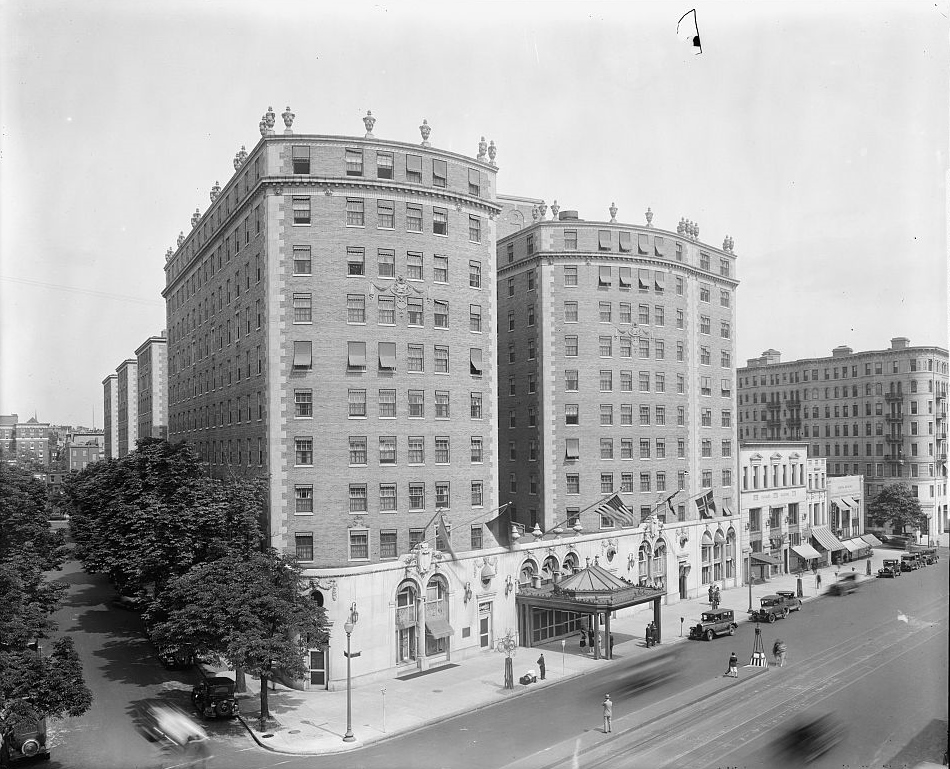
Immagine d'epoca del Mayflower Hotel

Il Mayflower Hotel è un albergo storico del centro di Washington, D.C., situato sulla Connecticut Avenue NW. Si trova a due isolati a nord di Farragut Square (un isolato a nord della stazione della metropolitana North Farragut). L'hotel è gestito dalla divisione Autograph Collection Hotels di Marriott International. Il Mayflower è il più grande hotel di lusso nel District of Columbia, il più grande hotel che opera continuativamente nell'area di Washington D.C. e rivale dei vicini Willard InterContinental e Hay-Adams Hotels. Il Mayflower è conosciuto come la "Grande Dame of Washington", "Hotel dei presidenti" e "Secondo miglior indirizzo" della città (il primo è la Casa Bianca), quest'ultimo soprannome è attribuito al presidente Harry Truman, che frequentò spesso l'hotel. Tuttavia oggi è solo un hotel a quattro stelle.